# Sōtī Triantafyllou
Sōtī Triantafyllou, translitterato anche come Soti Triantafillou (in greco: Σώτη Τριανταφύλλου,  AFI: [ˈsoti tɾiadaˈfiɣu]; Atene, 31 dicembre 1957), è una scrittrice greca.
Autrice di numerosi libri di successo, ma anche storica, giornalista, opinionista, traduttrice editoriale, critica letteraria, docente. I libri pubblicati spaziano dalla narrativa, con romanzi, racconti, libri per bambini, alla saggistica, con testi di critica cinematografica, di storia, di politica. Divide la sua vita tra Atene, Parigi e New York, città nelle quali passa lunghi periodi per motivi di studio e di lavoro.

## Biografia
Sōtī Triantafyllou è nata ad Atene nel 1957 e qui ha completato la prima fase della sua carriera scolastica e universitaria, laureandosi nel 1979 in Scienze Farmaceutiche. Ha proseguito gli studi in Lingua e Letteratura Francese presso le università di Nizza, in Francia, prima e di Atene dopo (1989). Ha conseguito il dottorato in Storia Americana a Parigi presso l'ΕΗΕSS con il professore Marc Ferro dove si è specializzata sull'epoca della Guerra Fredda e sui movimenti sociali. Ha continuato i suoi studi di dottorato in Storia della Città Americana (a New York presso la NYU con il professore Jean Heffer specializzandosi in Urbanistica di Los Angeles e sue rappresentazioni cinematografiche. Gli anni trascorsi in America le hanno consentito di viaggiare molto e di coltivare il suo amore per la musica, soprattutto quella rock. La vita in America è stata anche occasione per conoscere a fondo un mondo che assumerà un ruolo importante in molti dei suoi libri di narrativa, guadagnandosi il titolo di scrittrice della Beat Generation. A New York ha lavorato anche come emergency teacher nelle scuole pubbliche americane.
La sua attività di scrittrice, cominciata molto presto, è stata sempre affiancata anche da quella di giornalista, con rubriche fisse su Athens Voice e Book Press di curatore editoriale, di docente di Storia del Cinema presso vari istituti di istruzione. Da citare è anche l'attività di traduttrice letteraria che la vede impegnata in traduzioni dall'inglese, francese, tedesco e italiano in greco. Alcuni degli autori italiani da lei tradotti in lingua greca sono: Roberto Saviano, Cesare Pavese, Leonardo Sciascia e Susanna Tamaro.
La musica, la lettura, le lingue straniere, il cinema sono le sue passioni costanti. In quasi tutti i libri scritti da Sōtī Triantafyllou sono presenti riferimenti a brani musicali e a opere sia narrative che cinematografiche le quali evidenziano la cultura e gli interessi della scrittrice.

## Produzione narrativa
Sōtī Triantafyllou ha esordito in ambito letterario nel 1990 con la pubblicazione del suo primo libro dal titolo:Giorni che somigliavano a mandarini (Μέρες που έμοιαζαν με μανταρίνι), una raccolta di scritti e annotazioni che acquistano l'aspetto di racconti. Da questo momento i titoli si sono susseguiti a ritmi serrati, alternando la narrativa vera e propria alla saggistica.
I suoi libri sono stati tradotti in più lingue, in francese, in tedesco, in ebraico, in catalano. Nell'aprile del 2012 è comparso anche il primo libro tradotto in italiano, edito dalla casa editrice romana Voland.
I protagonisti dei suoi libri non sono eroi nel vero senso della parola, non presentano niente di veramente eroico se non il coraggio e la volontà di lottare per affermare il proprio diritto alla vita. Il clima che spesso si respira nei libri di Sōtī Triantafyllou è pervaso da un certo senso di malinconia che però mantiene vivo il sogno e la speranza.

## Premi
- Premio Alziator per Scatole cinesi, 2007
- Premio Queer per Meccaniche cascate (regia: Stamatis Patronis), 2014
- Premio per Giornalismo Constantinos Calligas, 2017
- Premio del Stato per migliore romanzo La fine del mondo in giardino inglese, 2019

## Opere

### Romanzi
- 1990 - Μέρες που έμοιαζαν με μανταρίνι (Meres pou emoizan me mantarini) edizioni Αιγόκερως
- 1992 - Το εναέριο τραίνο στο Στίγλουελ (To enaerio traino sto Stiglouel) ed. Δελφίνι
- 1993 - Άλφαμπετ Σίτι (Alphabet City) ed. Δελφίνι
- 1996 - Σάββατο βράδυ στην άκρη της πόλης (Sabbato brady stin akri tis polis) ed. Πόλις
- 1997 - Αύριο, μια άλλη χώρα (Avrio, mia alli chora) ed. Πόλις
- 1998 - Ο υπόγειος ουρανός (O ypogeios ouranos) ed.Πόλις
- 2000 - Το εργοστάσιο των μολυβιών (To ergostasio ton molybion) ed. Πατάκης
- 2001 - Φτωχή Μάργκο ( Ftochi Margo) ed. Πατάκης
- 2002 - Γράμμα από την Αλάσκα (Gramma apo tin Alaska) ed. Ελληνικά Γράμματα
- 2003 - Άλμπατρος (Albatros) ed. Πατάκης
- 2003 - Θάνατος το ξημέρωμα (Thanatos to xymeroma) ed. Ιανός
- 2004 - Η φυγή (H fygi) ed. Μελάνι
- 2005 - Συγχώρεση (Sigchoresi) ed. Πατάκης
- 2006 - Πιτσιμπούργκο (Pitsimpourgko) ed. Αιγέας
- 2006 - Κινέζικα Κουτιά ed. Πατάκης (trad. it. 'Scatole cinesi', ed. Voland, Roma 2012, ISBN 978-88-6243-106-4)
- 2008 - Λίγο από το αίμα σου (Ligo apo to aima sou) ed. Πατάκης
- 2009 - Ο χρόνος πάλι (O chronos pali) ed. Πατάκης
- 2011 - Για την αγάπη της γεωμετρίας (Gia tin agapi tis geometrias) ed. Πατάκης
- 2013 - Σπάνιες γαίες
- 2014 - Μηχανικοί καταρράκτες
- 2017 -To τέλος του κόσμου σε αγγλικό κήπο
- 2019 - Το λούνα παρκ στο ιερό βουνό

### Antologie di racconti con altri autori
- 1998 - Κύμινο και κανέλα (Kymino kai kanela) ed. Πατάκης
- 2001 - Παραμύθια από το μέλλον (Paramythia apo to mellon) ed. Μίνωας
- 2003 - Αληθινές ιστορίες (Alithines istories) ed. Μεταίχμιο
- 2005 - 4 ιστορίες της πόλης (4 istories tis polis) ed. Athens Voice

### Letteratura per bambini
- 1999 - Η Μαριόν στα ασημένια νησιά και τα κόκκινα δάση (H Marion sta ashmenia nisia kai ta kokkina dasi) ed. Πατάκης
- 2004 - Γράμμα από ένα δράκο (Gramma apo ena drako) ed. Πατάκης
- 2011 - Η Μιλένα και το φρικτό ψάρι (H Milena kai to frikto psari) ed. Πατάκης
- 2015 - Οι αρχαίοι χώνουν τη μύτη τους παντού

### Letteratura per adolescenti
- 2008 - Αφρικανικό ημερολόγιο (Afrikaniko imerologio) ed. Πατάκης

### Testi di cinematografia
- 1985 - Μονογραφίες: Τζον Κασσαβέτης (Monografies: John Cassavetes) ed. Αιγόκερως
- 1987 - Γαλλικός Κινηματογράφος (Galliko kinimatografos) ed. Αιγόκερως
- 1988 - Νέος Αγγλικός Κινηματογράφος (Neos agglikos kinimatografos) ed. Αιγόκερως
- 1989 - Κινηματογραφημένες Πόλεις ed. Σύγχρονη Εποχή
- 1993 - Ιστορία του Παγκόσμιου Κινηματογράφου 1976-1992 ed. Αιγόκερως
- 2003 - Φρανσουά Τρυφώ (François Truffaut ed. Αιγόκερως

### Saggistica
- 2003 - Αριστερή τρομοκρατία δημοκρατία και κράτος (Aristeri tromokratia dimokratia kai kratos) ed. Πατάκης
- 2005 - Για τη σημαία και το έθνος, ed. Μελάνι
- 2015: Πλουραλισμός, πολυπολιτισμικόητα, ένταξη, αφομίωση, ed. Πατάκης
- 2018: Μόνοι στον κόσμο: ο αντιαμερικανισμός στην ευρωπαϊκή λογοτεχνία, ed. Πατάκης

### Altro
- 1998 - Γυναίκες συγγραφείς του 20ού αιώνα - ημερολόγιο 1999 (Gynaikes syggrafeis tou XX aiona) ed. Πατάκης
- 1999 - Ημερολόγιο τεχνολογίας του 20ού αιώνα (Hmerologio technologias tou XX aiona) ed. Πατάκης
- 2003 - Πέντε ζωγράφοι ζητούν συγγραφέα (Pente zografoi zitoun syggrafea) ed. Πατάκης
- 2005 - Ιστορίες Απόγνωσης Contes de désespoir (Istories apognosis) ed. Athens Voice
- 2006 - Ιστορίες του σώματος (Istories tou somatos) ed. Athens Voice
- 2007 - Λος Άντζελες Los Angeles) ed. Μελάνι

### Premi
- 29 ottobre 2012: Premio letterario Francesco Alziator di Cagliari 1º premio per la Sezione Speciale dedicata alla letteratura del Mediterraneo, assegnato al romanzo Scatole cinesi. Quattro stagioni per il detective Malone pubblicato dalle edizioni Voland nell'aprile del 2012
- 2016: Premio Queer per la novella Μηχανικοί καταρράκτες (adattata per il palcoscenico di Stamatis Patronis)
- 2017: Premio Calliga per giornalisti
- 2019: Premio letterario di Stato per il romanzo Το τέλος του κόσμου σε αγγλικό κήπο

## Vita personale
Soti Triantafyllou vive a Parigi. È una fan delle macchine e del rock'n'roll.